# Suecia en los Juegos Paralímpicos de Atlanta 1996
Suecia estuvo representada en los Juegos Paralímpicos de Atlanta 1996 por un total de 111 deportistas, 84 hombres y 27 mujeres.

## Medallistas
El equipo paralímpico sueco obtuvo las siguientes medallas:
| Nombre                                                                 | Deporte       | Evento                                      |
| ---------------------------------------------------------------------- | ------------- | ------------------------------------------- |
| Oro                                                                    |               |                                             |
| Per Vesterlund                                                         | Atletismo     | 1500 m T51 masculino                        |
| Eila Nilsson                                                           | Natación      | 50 m libre B1 femenino                      |
| Eila Nilsson                                                           | Natación      | 100 m libre B1 femenino                     |
| Petter Edström                                                         | Natación      | 100 m libre S3 masculino                    |
| Petter Edström                                                         | Natación      | 150 m estilos SM3 masculino                 |
| Magnus Andrée                                                          | Tenis de mesa | Individual 8 masculino                      |
| Ernst Bolldén Jan-Christer Gustavsson Patrik Högstedt Jörgen Johansson | Tenis de mesa | Equipo 4-5 masculino                        |
| Thomas Johansson                                                       | Tiro          | Rifle de aire de pie SH2 mixto              |
| Thomas Johansson                                                       | Tiro          | Rifle de aire en posición tendida SH2 mixto |
| Thomas Johansson                                                       | Tiro          | Rifle de aire 3 × 40 m SH2 mixto            |
| Jonas Jacobsson                                                        | Tiro          | Rifle de aire 3 × 40 m SH1 masculino        |
| Jonas Jacobsson                                                        | Tiro          | English Match SH1 mixto                     |
| Plata                                                                  |               |                                             |
| Håkan Ericsson                                                         | Atletismo     | 100 m T53 masculino                         |
| Håkan Ericsson                                                         | Atletismo     | 200 m T53 masculino                         |
| Gunnar Krantz                                                          | Atletismo     | 100 m T33 masculino                         |
| Gunnar Krantz                                                          | Atletismo     | 400 m T32-33 masculino                      |
| Tim Johansson                                                          | Atletismo     | 400 m T50 masculino                         |
| Sara Olofsson                                                          | Natación      | 100 m femenino SB4 femenino                 |
| Tomas Kjellqvist                                                       | Natación      | 100 m braza SB10 masculino                  |
| Simon Ahlstad                                                          | Natación      | 200 m estilos SM7 masculino                 |
| Petter Edström                                                         | Natación      | 200 m libre S3 masculino                    |
| Mattias Karlsson                                                       | Tenis de mesa | Individual 6 masculino                      |
| Robert Bader                                                           | Tenis de mesa | Individual 10 masculino                     |
| Magnus Andrée Thomas Larsson Mikael Vestling                           | Tenis de mesa | Equipo 6-8 masculino                        |
| Lotta Helsinger                                                        | Tiro          | Rifle de aire en posición tendida SH2 mixto |
| Lotta Helsinger                                                        | Tiro          | Rifle de aire 3 × 40 m SH2 mixto            |
| Bronce                                                                 |               |                                             |
| Tim Johansson                                                          | Atletismo     | 1500 m T50 masculino                        |
| Tim Johansson                                                          | Atletismo     | Maratón T50 masculino                       |
| Per Vesterlund                                                         | Atletismo     | 800 m T51 masculino                         |
| Sarah Rydh                                                             | Hípica        | Doma individual grado I mixto               |
| Petter Edström                                                         | Natación      | 50 m espalda S3 masculino                   |
| Petter Edström                                                         | Natación      | 50 m libre S3 masculino                     |
| Maria Vikgren                                                          | Natación      | 100 m braza SB4 femenino                    |
| Ernst Bolldén                                                          | Tenis de mesa | Individual 5 masculino                      |
| Björn Samuelsson                                                       | Tiro          | Rifle libre 3 × 40 m SH1 masculino          |
| Lotta Helsinger                                                        | Tiro          | Rifle de aire de pie SH2 mixto              |
| Jonas Jacobsson                                                        | Tiro          | Rifle de aire en posición tendida SH1 mixto |